# Miroslav Geržina
Miroslav Geržina, slovenski politik, poslanec in strojni inženir, * 28. oktober 1946.

## Življenjepis
Leta 1992 je bil izvoljen v 1. državni zbor Republike Slovenije; v tem mandatu je bil član naslednjih delovnih teles:
- Preiskovalna komisija o politični odgovornosti posameznih nosilcev javnih funkcij za aretacijo, obsodbe ter izvršitev obsodb proti Janezu Janši, Ivanu Borštnerju, Davidu Tasiču in Franciju Zavrlu (namestnik predsednika),
- Komisija za peticije,
- Komisija za nadzor nad delom varnostnih in obveščevalnih služb,
- Odbor za infrastrukturo in okolje,
- Odbor za zdravstvo, delo, družino in socialno politiko in
- Odbor za mednarodne odnose.